# كأس أوبرا إم إل دبليو
بطولة كأس أوبرا هي بطولة تصفيات فردية للمصارعة المحترفة تعقدها منظمة المصارعة مايجور ليغ ريسلينغ (MLW). يعد هذا الحدث بمثابة إحياء لكأس أوبرا التي كانت تقام سنويًا حتى عام 1948. استضافت إم إل دبليو نسختها الأولى في عام 2019 ومنذ ذلك الحين أصبحت حدثًا سنويًا متكررًا للمنظمة.

## التاريخ
أقيمت كأس أوبرا سنويًا كبطولة مصارعة محترفة لما يقرب من خمسين عامًا في مدن مختلفة في الولايات المتحدة حتى عام 1948 حين توقفت بعد أن فاز بها ستو هارت. احتفظ هارت بكأس أوبرا منذ ذلك الحين.
في 21 يوليو 2019، أعلنت شركة مايجور ليغ ريسلينغ أنها ستعقد حدثًا في 5 ديسمبر في قاعة قاعة ميلروز في كوينز بمدينة نيويورك في نيويورك والتي ستكون مجموعة من المباريات المسجلة تلفزيونيًا لبرنامج إم إل دبليو فيوجن. في 24 يوليو، أفيد أن حفيد ستو هارت ومصارع إم إل دبليو تيدي هارت سيتبرع «بإرث عائلي» مُعين إلى إم إل دبليو. في 30 يوليو، أعلن موقع MLW.com أن الإرث العائلي هو كأس ستو هارت لكأس أوبرا وأن إم إل دبليو ستعيد بطولة كأس الأوبرا في بطاقة المباريات الكبيرة في 5 ديسمبر.

## قائمة الفائزين
| العام | الفائز               | مرات الفوز | تاريخ النهائي  | الوصيف              | المكان           | الموقع                |
| ----- | -------------------- | ---------- | -------------- | ------------------- | ---------------- | --------------------- |
| 2019  | ديفي بوي سميث جونيور | 1          | 5 ديسمبر 2019  | بريان بيلمان جونيور | قاعة ميلروز      | كوينز نيويورك         |
| 2020  | توم لولور            | 1          | 23 ديسمبر 2020 | لو كي               | ملهى GILT الليلي | أورلاندو بفلوريدا     |
| 2021  | دافي ريتشاردز        | 1          | 6 نوفمبر 2021  | تي جيه بي           | 2300 أرينا       | فيلادلفيا ببنسيلفانيا |

## روابط خارجية
- الموقع الرسمي لمايجور ليغ ريسلينغ